# Восстание в Ольяне
Восстание в Ольяне произошло во время первого наполеоновского вторжения в Португалию, являющегося частью наполеоновских войн. Оно стало первым из народных восстаний против французской оккупации; после него по всей стране началась партизанская война.

## Предыстория
14 апреля 1808 года около двадцати французских солдат вошли в Ольян. Одновременно с этим Жюно опубликовал несколько указов, в которых было объявлено о решительных мерах против жителей города, большинство из которых жило благодаря морю. Среди прочего, особое недовольство вызвал указ об образовании Сообщества рыбаков Ольяна (порт. Compromisso Marítimo de Olhão), который заставлял платить налог тех рыбаков, которые хотели выйти в море. Другие указы вводили налог на разрешение плавать к африканским берегам, которые до этого жители города часто посещали бесплатно. Под страхом смертной казни была запрещена контрабанда. Те, кто хотел покинуть Алгарви, и те, кто владел собственностью, также должны были платить дань. В довершение ко всему, французы были обвинены в краже серебряной утвари из местной церкви.
Перед отъездом со своей семьей в Бразилию принц-регент Жуан VI попросил португальцев не бунтовать против захватчиков, чтобы не ухудшить ситуацию в стране. Однако унижения, которым подверглись жители Ольяна, вызвали такое чувство враждебности по отношению к французам, что последние пожаловались в Фару на рыбаков, которые не хотели вносить свой вклад «на тарелку французского губернатора». Бунтарские настроения, охватившие весь Алгарви, усиливались по мере того, как французы продолжали грабить население.
Поступающие из Испании новости о народных восстаниях против французов лишь подстегнули местное население. Наполеон фактически только что предал испанскую королевскую семью, заставив её отречься от власти в пользу своего брата Жозефа Бонапарта. В мае 1808 года испанский народ начал восстание, которое в конце мая восстание распространилось на Андалусию. 6 июня Верховная хунта, собранная в Севилье, объявила войну Франции. Именно туда пришли на помощь испанцам первые английские войска.
В тот же день, узнав о событиях в Испании, испанский генерал Доминго Белеста, служащий в Порту, арестовал французского генерала Франсуа Жана Батиста де Кенеля вместе с его штабом и эскортом в 30 драгунов, и доставил его на заседание португальской хунты. На следующий день, увидев поднятый национальный флаг, жители Порту были полны энтузиазма, несмотря на призыв к спокойствию от самих португальских властей. Этот энтузиазм продлился недолго, но новости быстро распространились по стране, вызывая восстания. Поначалу они затронули главным образом север, но после прихода двух лодок из Порту новости достигли и Алгарви.

## Восстание

### 12 июня 1808 года
Новости наложились на обычное оживление в канун 12 июня, дня святого Антония (важный народный праздник в Португалии), который готовились отмечать жители Ольяна. В тот день служащий Общества рыбаков Ольяна Жуан да Роса, готовящий одну из часовен церкви к празднованию, открыл королевский герб, находящийся на алтаре. Этим жестом он явно выказал неповиновение приказам Жюно, который запретил любую публичную демонстрацию символов португальской монархии. В Ольяне королевский герб был скрыт (с довольно прозрачным намёком) панелью с изображением Богородицы, являющейся защитницей Португалии с начала царствования династии Браганса. Тем же вечером население, увидевшие королевские символы, проявило неподдельный энтузиазм, восхваляя королевскую семью посреди песен, посвящённых святому Антонию.

### 13 июня 1808 года
Ранним утром жители Ольяна отправились в церковь, чтобы посетить мессу в честь святого Антония. Вид королевского герба вновь воодушевил их, вплоть до желания поднять на своих лодках португальский флаг. Несмотря на присутствие французского гарнизона, никаких попыток успокоить город не было. Столкнувшись со всеобщей эйфорией, французы, которые были в явном меньшинстве, предпочли избежать конфронтации, надеясь на возвращение к спокойствию. Судя по всему, в последующие дни жизнь в городе нормализовалась.

### 16 июня 1808 года
В четверг, в разгар праздника Тела и Крови Христовой, именно церковь вновь стала ареной народных волнений. Около половины одиннадцатого утра, собираясь на мессу, чтобы отпраздновать этот праздник, жители Ольяна обнаружили на двери церкви указ Жюно от 11 июня, который восхвалял мирное настроение португальских солдат и предлагал им присоединиться к французам против восставшей Испании.
В ожидании начала мессы жители собирались на церковной площади. Именно тогда туда прибыл полковник Хосе Лопес де Соуза, который поселился в Ольяне после того, как покинул свой пост губернатора Вила-Реал-ди-Санту-Антониу, чтобы не служить французам. Обнаружив указ, Хосе Лопес де Соуза разорвал его и громко заявил, что уже нет таких португальцев и таких моряков, как в прошлом. Окружающие его горожане заявили, что есть, и они готовы это доказать. Они немедленно назначили де Соузу своим командиром и захватили 58 французских солдат, которые находились в городе; остальным удалось бежать.
В разгар беспорядков, вызванных этими почти спонтанными событиями, Хосе Лопес де Соуза даже не стал тратить время на организацию обороны города. Он отправил нескольких рыбаков в два форта, охранявших пролив возле Ольяна, чтобы те доставили оружие и боеприпасы. По словам Жоау да Росы, одного из очевидцев, энтузиазм населения — мужчин, женщин, детей и даже приходских священников, пришедших на мессу — был таков, что они без колебаний взяли в руки любое оружие, попавшееся им на глаза: вилы, рогатины, арбалеты, луки, старые мечи, палки и камни.
Понимая, что жители города не в силах защитить себя от возможного нападения французов, Хосе Лопес де Соуза отправился на лодке для встречи с английской армадой, стоящей на якоре у устья Гвадианы, чтобы проинформировать их о событиях и попросить оружие. Англичане не стали предоставлять помощь, однако по счастливому стечению обстоятельств в этот момент на борту английского судна был капитан Себастьян Мартинс Местре, родом из Тавиры, который тоже прибыл с просьбой о помощи и оружии. Узнав о ситуации в Ольяне, он решил помочь повстанцам. В частности, ему удалось получить 130 винтовок у властей Аямонте.
Оружие достигло Ольяна вечером 17-го. По словам Жоау да Росы, это ещё больше усилило энтузиазм населения. Город был безоружен и окружён двумя городами, контролируемыми французами (Фару и Тавира).

### 16 — 17 июня 1808 года — французская реакция
16-го числа французы, находящиеся в Фару, получили известие о начале восстания в Ольяне. Французский коррехидор М. Гоге приказал португальскому мэру Жоакиму Филипе де Ландерсету использовать свое влияние, чтобы успокоить мятежников. Тот отказался выполнять приказ, произнеся патриотическую речь, которая быстро распространились среди населения.
На следующий день до Фаро через рыбака из Ольяна Домингоса Гонсалвеша Энчарроко дошли новые подробности восстания. Французы, находившиеся в подавляющем меньшинстве, попросили некоторых влиятельных лиц из Фаро успокоить мятежников. Это было в основном задумано для того, чтобы выиграть время в ожидании подкрепления. Часть французских солдат из Тавиры и Вила-Реал-де-Санту-Антониу уже направлялись к Фару, чтобы встретиться там и затем напасть на Ольян. Такие меры были оправданы тем, что в Фару был лишь полк в 200 французских солдат, а генерал Морен был болен.
В Алгарви присутствовало около 700 французских солдат; большинство из них были сосредоточены недалеко от испанской границы из опасения перед английской армадой, всё ещё стоящей на якоре в устье Гвадианы.

### 18 июня 1808 года — победа Ольяна
Рано утром 18-го рыбаки Ольяна узнали, что из Тавиры в Фару для вторжения в Ольян направлены три лодки с французскими солдатами и военными припасами на борту.
В проливе на юге Ольяна французы были застигнуты врасплох вооруженными моряками под командованием капитана Себастьяна Мартинса Местре. Прикинувшись простыми рыбаками, жители Ольяна быстро захватили французские лодки, взяв 81 пленника. В дополнение к захваченным оружию и боеприпасам, весьма ценным для мятежников, они обнаружили в бумагах французов намерение уничтожить Ольян и вырезать всё население.
Жуан да Роса утверждает, что население не пало духом, и, узнав том, что французы идут по старой дороге из Тавиры в Фаро и уже прошли Монкарапашу, жители города решили перехватить их возле моста Кельфес.
Используя фактор неожиданности, повстанцы напали на французский отряд в 185 человек. Точное число моряков и жителей Ольяна, присутствовавших на месте битвы, неизвестно; хотя они, судя по всему, превосходили по численности французов, у тех всё-таки было большое преимущество за счёт выучки и снаряжения. Хосе Лопес де Соуза позже говорил, что люди португальцы в бой, несмотря на недостаток в оружии и боеприпасах. В документе от 29 сентября 1808 года он добавил, что Себастьян Мартинс Местре напал на французов с небольшим войском крестьян, имеющих всего по 6 патронов на человека. Повстанцы слишком рано открыли огонь из-за нервозности и неопытности в военном искусстве, что заставило французов отступить. Население преследовало их, убив 18 и ранив 12 человек.
Тем временем генерал и стратег Хосе Лопес де Соуза, который отсутствовал во время битвы на мосту Кельфес, решив встретить французов, прибытие которых ожидалось из Фаро, с пушкой. Возможно, он занял позицию в Мейя-Легуа (между Ольяном и Фаро). Туда же подошли около 50 французских солдат, направленных с приказом не допустить объединения населения Ольяна и Фару. Войска Жюно, сбежавшие с моста Кельфес, подошли к ним с просьбой о помощи. Однако в этот момент на месте, выбранном португальцами, началась новая битва, и для французов результат был ещё печальней: 25 погибших, в том числе 16 брошенных на поле боя с амуницией, боеприпасами и порохом. С португальской стороны, если и были потери, то намного меньше.
Опасаясь контратаки французов, полковник Жозе Лопес де Соуза и капитан Себастьян Мартинс Местре (раненный в грудь во время битвы при Мейа-Легуа, но продолжавший ободрять непривычное к битвам население), в ту же ночь отплыли к Аямонте, чтобы попросить помощи и оставить там захваченных французских солдат. Осознавая опасность, рыбаки Ольяна провели ночь в проливе на своих лодках, оставив на берегу лишь нескольких вооруженных часовых.

### 19 июня 1808 года
Утро 19 июня было отмечено настоящим шквалом запросов и указов, с помощью которых французы пытались успокоить население. Впрочем, это опять же делалось для того, чтобы выиграть время: батальон из Мертолы уже направляется к Тавире и Фаро, чтобы усилить присутствующие там части.
Прикованный к постели генерал Морен, увидев, в каком состоянии вернулись его солдаты, направил жителям Ольяна послание, обещая им прощение и компенсацию в обмен на мир. Отец Антониу де Матос Мальвейру составил ответ от имени населения: «Мы не хотим признать Бонапарта нашим королем, но лишь принца Португалии Жоана и королевскую семью. Мы не хотим сдаваться; нам не нужны ни ваши привилегии, ни ваши милости, и мы готовы пролить всю кровь до последней капли за принца. Если вы хотите войны, мы готовы. Приходите со всеми французами и всем Фару, мы ждём вас».
Уверенность жителей Ольяна убедила французов в том, что англичане уже высадились. Эти ложные слухи быстро достигли Фару.
Видя, что помощь из Мертолы в Фаро запаздывает, французам казалось, что всё уже потеряно. Они снова попытались призвать жителей Ольяна к миру, используя в качестве посредников дворян Фаро, включая мэра Ландерсета (который, впрочем, участвовал в переговорах как простой переводчик). Французы были готовы подписать мирный договор на условиях жителей Ольяна. Иначе «каждый житель был бы предан мечу, а город стерт из памяти». Ответ ольянцев не заставил себя долго ждать: не было и речи о том, чтобы сдаться, тем более что они утверждали, что у них достаточно людей и боеприпасов.
Совещание, проходящее возле Мейя-Легуа (на полпути между Фару и Ольяном) было прервано французским солдатом, прибывшим верхом на лошади, который сообщил французам о том, что около 3 часов дня в Фаро тоже вспыхнуло восстание. Услышав об этом, Ландерсет сообщил новость жителям Ольяна, сказав, чтобы они отвергали все предложения противника, так как уже не были одиноки.
Французы немедленно удалились к Фаро, тщетно пытаясь скрыть эту новость от ольянцев. Жители, предупреждённые звоном церковных колоколов, начали встречаться для атаки. 170 французов были взяты в плен, включая генерала Морена. Те, кому удалось бежать, рассыпались по сельской местности, стараясь избегать ферм и дорог.
Весть о восстании в Ольяне распространилась так быстро, что 23 июня французские войска покинули провинцию Алгарви.

## Последствия восстания в Ольяне

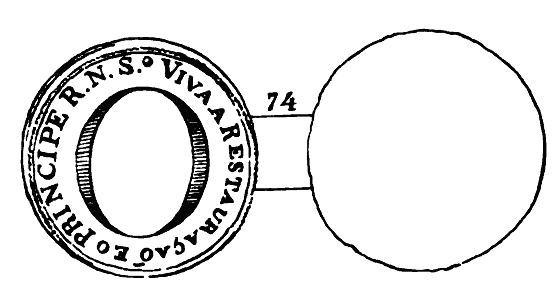
Аверс и реверс первого известного изображения медали Ольяна

После окончания этих событий некоторые рыбаки из Ольяна вызвались отправиться к принцу-регенту и рассказать ему новость об изгнании французов из Алгарви. Они погрузились на скромный каик под названием Bom Sucesso; отплыв 7 июля, 22 сентября они достигли Рио-де-Жанейро, где их с радостью и изумлением приветствовали монарх и жители города. Будущий король Жуан VI выразил свою благодарность жителям Ольяна. Помимо милостей и должностей, королевская хартия от 15 ноября 1808 г. возвещала, что восстание в Ольяне было «первым сигналом к восстановлению монархии». Город получил название Vila de Olhão da Restauração (Ольян, город реставрации); ему были дарованы привилегии, свободы, почести и льготы, обычно имеющиеся лишь у самых больших городов королевства. Кроме того, принц разрешил жителям носить медаль с буквой O и следующей надписью: «Да здравствует Восстановление и Принц-Регент, наш правитель» (порт. Vive la Restauration et le Prince Régent notre Seigneur).